# Дунин-Вольский, Павел

Герб Лебедь

Павел Дунин-Вольский (пол. Paweł Dunin-Wolski; (1487—1546) — польский государственный и церковный деятель, канцлер великий коронный средневекокой Польши.
Представитель шляхетского рода герба Лебедь.
Руководил королевской канцелярией и проведением внешней политики Польши с 1539 по 1544 год.
С 1544 г. — Епископ Познанский.
Автор «Дневников (1519—1545) Павла Дунин-Вольского, канцлера великого коронного, епископа познанского», написанных на латинском языке.
В браке с Доротой Вивецкой имел сына Петра Дунин-Вольского, канцлера великого коронного (1576), епископа плоцкого.